# Strike (Computerspielreihe)
Die Strike-Serie ist eine Reihe von Computerspielen, die zwischen 1991 und 1997 von Electronic Arts für eine Reihe von Plattformen veröffentlicht wurden. In den Spielen steuert der Spieler größtenteils Hubschrauber. Die Spiele sind multiscrollend Shoot ’em ups. Die ersten drei Spiele der Serie verwendeten zweidimensionale Sprites und eine isometrische Perspektive. Ab Soviet Strike wurde auf 3D-Grafik gewechselt.
Der Spieler muss mit verschiedenen Munitionsarten, Treibstoff und Panzerung haushalten. Munition, Treibstoff und Panzerung sind über die Karte verstreut und lassen sich über eine Seilwinde einladen. Das Retten von Kriegsgefangenen und der Transport zu einem Landepunkt verstärkt ebenfalls die Panzerung. Wenn Panzerung oder Treibstoff ausgehen, stürzt der Helikopter ab und es folgt ein game over.

## Spiele
- 1992: Desert Strike: Return to the Gulf (Amiga, DOS, Mega Drive, Master System, Game Boy, Game Boy Advance, Game Gear, SNES und Lynx)
- 1993: Jungle Strike (Amiga, Amiga CD32, Blackberry, DOS, Game Boy, Game Gear, Mega Drive, SNES)
- 1994: Urban Strike (Game Boy, Game Gear, Mega Drive, SNES)
- 1996: Soviet Strike (PlayStation, PlayStation 3, PSP, PS Vita, Sega Saturn)
- 1997: Nuclear Strike (Nintendo 64, PlayStation, PlayStation 3, PSP, Windows)

Ein Nachfolger namens Future Strike wurde im letzten Spiel in einem Video angedeutet. Es wurde jedoch 1998 außerhalb der Reihe als Future Cop: LAPD veröffentlicht.